# Razzak Ali
Razzak Ali (bengalisch রাজ্জাক আলী; * 28. August 1928 in Hitampur, Britisch-Indien; † 7. Juni 2015 in Khulna, Bangladesch) war ein Politiker, stellvertretender Justizminister, stellvertretender Parlamentssprecher und zweimaliger Parlamentssprecher im Jatiyo Sangshad von Bangladesch.

## Leben
Razzak Ali wurde 1928 im Dorf Hitampur in der Upazila Paikgachha im Distrikt Khulna geboren und erwarb 1952 einen M.A. (Magister Artium) in Wirtschaft an der Universität Dhaka und daraufhin einen M.A. in bengalischer Literatur von der selbigen Universität. Er erwarb 1954 seinen Bachelor of Laws. Razzak Ali war ein aktiver Teilnehmer in der Sprachbewegung 1952, am Aufstand nach den Parlamentswahlen 1969, am Befreiungskrieg von Bangladesch im Jahre 1971 und an der Widerstandsbewegung gegen das Militärregime des Generals Ershad zwischen 1982 und 1990.

## Karriere
1949/1950 arbeitete Razzak Ali als Lehrer in der RBKB-Schule im Dorf Raruli im Distrikt Khulna. Danach war er als Journalist tätig und arbeitete als Reporter für den Pakistan Observer und als Wirtschaftsjournalist für die Weekly Pakistan Post.
Er war Gründungsmitglied der Bangladesh Nationalist Party (BNP), von 1979 bis 1991 Gründungspräsident des Distrikts Khulna BNP und Mitglied des Ständigen Ausschusses der BNP. 1992 wurde er zum ersten stellvertretenden Vorsitzenden der BNP gewählt. 
Am 20. März 1991 wurde er zum Staatsminister für Recht und Justiz ernannt. Am 5. April 1991 wurde er zum stellvertretenden Präsidenten gewählt und am 12. Oktober 1991 einstimmig zum Präsidenten des 5. Parlaments gewählt. Dieses Amt hatte er bis 1996 inne. Im Juni 1992 nahm er an der 1. Konferenz der Sprecher der SAARC-Länder (Colombo, Sri Lanka) teil und wurde zum Präsidenten der Vereinigung der SAARC-Sprecher und Parlamentarier gewählt. Im September desselben Jahres leitete er als Vizepräsident die IPU-Konferenz in Stockholm (Schweden).